# Война между басуто и Капской колонией
Оружейная война (англ. Basuto Gun War), также известная как Война Басуто и Восстание в Басутоленде — конфликт 1880—1881 годов на британской территории Басутоленд (современное Лесото) в Южной Африке, происходивший между силами Капской колонии и националистическими вождями Басото за право их народа носить оружие. Хотя фактически война не изменила ситуацию, однако окончательное урегулирование благоприятствовало Басото и привело к отделению Басутоленда от Капской колонии.

## Предыстория

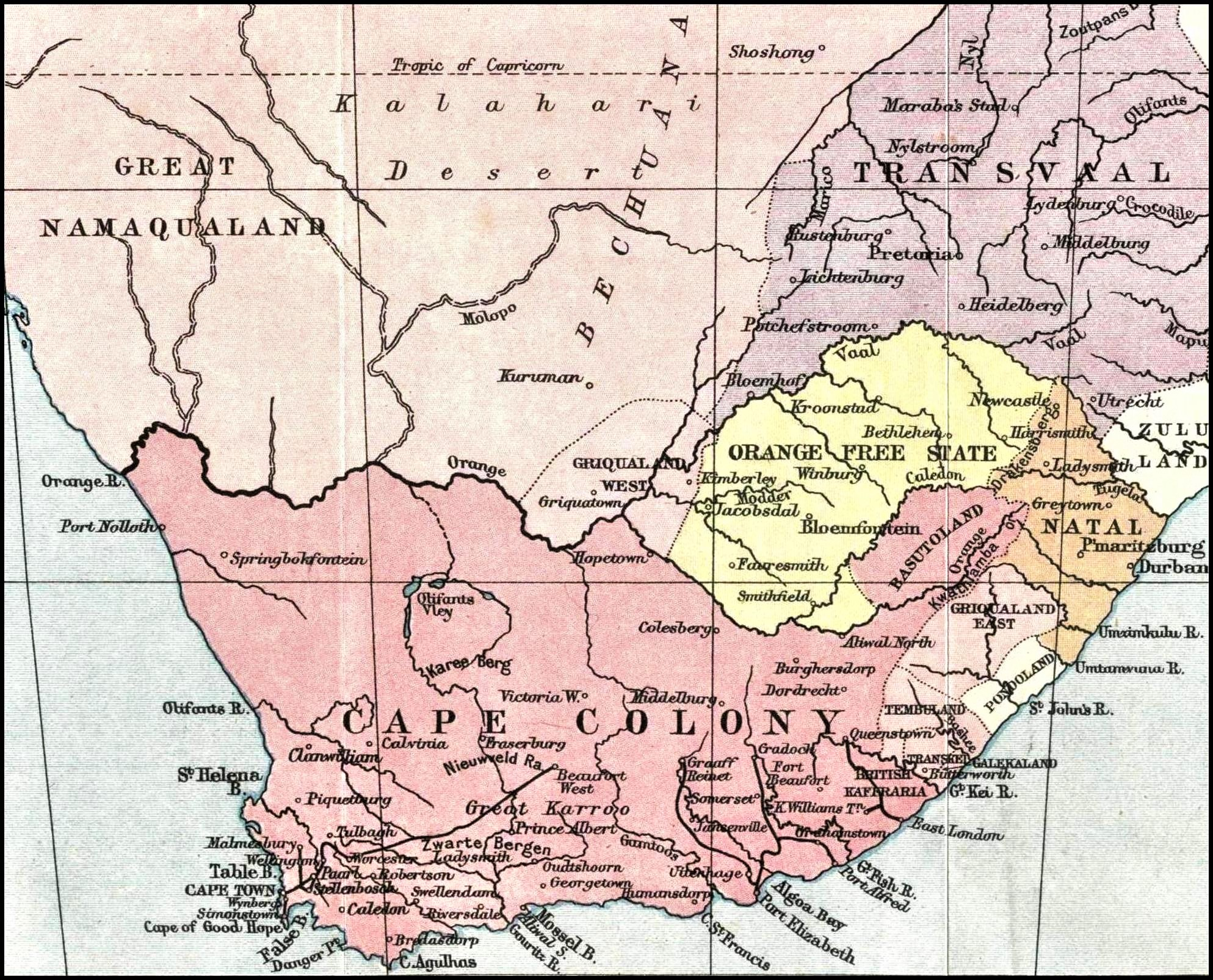
Map of southern Africa, showing Basutoland as a constituent of the Cape Colony (dark pink), before the outbreak of the Basuto Gun War.

Басутоленд — родина народа Басуто — находился под номинальным контролем Капской колонии с 1871 года (это был Британский протекторат с 1868 по 1871 год), но территория оставалась по существу автономной в первые годы колониального правления, с традиционными властями Басуто. Только в конце 1870-х годов Капские власти предприняли попытку укрепить своё положение над регионом и обеспечить соблюдение его законов. Басутоленд, независимое государство до 1868 года, был раздражён из-за новых ограничений и попыток уменьшить власть своих вождей.
Дело достигло апогея в 1879 году, когда губернатор Генри Бартл Фрер зарезервировал часть Басутоленда для белых поселений и потребовал, чтобы все туземцы сдали свое огнестрельное оружие властям Капской колонии в соответствии с законом О защите мира 1879 года.

## Начало боевых действий

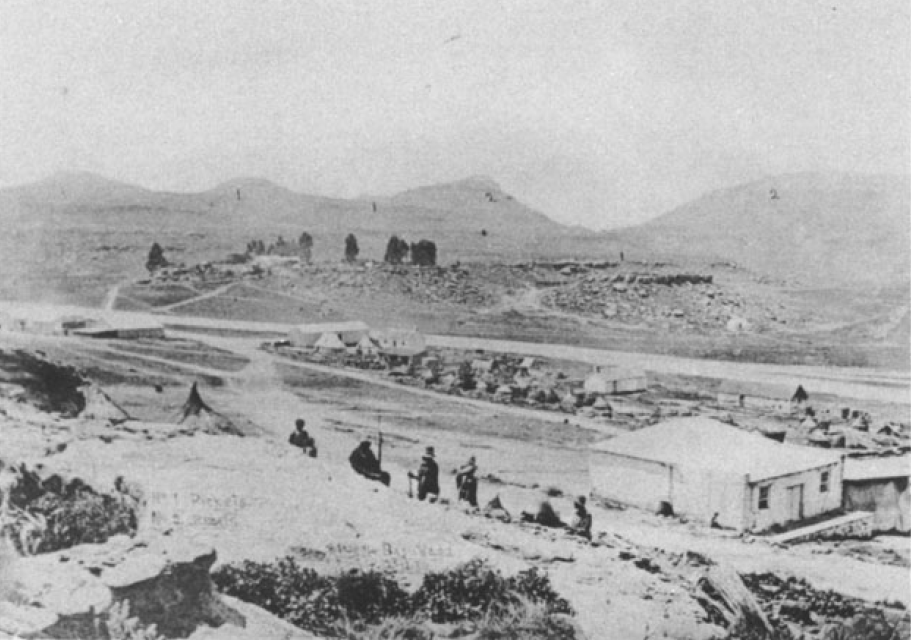
Масеру в декабре 1880 года

Капское правительство сэра Джона Гордона Спригга назначило апрель 1880 года датой сдачи оружия. Хотя некоторые Басуто с большой неохотой были готовы сдать свое оружие, большинство отказалось; попытки правительства обеспечить соблюдение закона привели к боевым столкновениям к сентябрю.
В течение нескольких месяцев большинство вождей Басуто подняли открытое восстание. Колониальные Капские войска, посланные для подавления восстания, понесли тяжелые потери, поскольку Басуто получили исправное огнестрельное оружие от Оранжевого Свободного Государства и пользовались естественным оборонительным преимуществом в горной местности своей страны. Повстанцы полагались в основном на партизанскую войну, устраивая засады на отдельные подразделения, чтобы свести на нет превосходство британцев или сил Капцев в огневой мощи. В октябре силы Басото напали из засады на конную колонну колониальной кавалерии (1-й полк, Капская конная йоменов) в Калабани около Мафетенга, убив 39 человек. Поражение опытной и хорошо вооруженной кавалерийской колонны обескуражило Капские власти.

## Итог
Издержки войны, добавленные к предыдущей войне с Коса и возобновившимся беспорядкам в Транскее, привели Капскую колонию к банкротству. Война также становилась все более непопулярной, и правительство Спригга было заменено правительством Томаса Сканлена.
В 1881 году был подписан мирный договор с вождями Басото, в котором колониальные власти уступили большинство спорных пунктов. Земля оставалась в руках Басото, и народ имел неограниченный доступ к огнестрельному оружию в обмен на единовременную национальную компенсацию в размере 5000 голов скота.
Однако беспорядки продолжались, и вскоре стало ясно, что Кейптаун не может контролировать эту территорию. В 1884 году британское правительство вернуло территории статус колонии короны как Басутоленд, предоставив при этом внутреннее самоуправление. Когда эффективная власть вновь прочно закрепилась за вождями, конфликт утих.